# Benetton Rugby Treviso 2011-2012

## Rosa
Fonte rosa giocatori: It's Rugby

## Pro 12 2011-12

### Stagione regolare
| Incontro                            | Andata | Ritorno |
| ----------------------------------- | ------ | ------- |
| Benetton Treviso — Connacht         | 9-11   | 15-13   |
| Cardiff Rugby — Benetton Treviso    | 33-18  | 20-13   |
| Benetton Treviso — Ospreys          | 27-32  | 10-41   |
| Glasgow Warriors — Benetton Treviso | 13-15  | 13-8    |
| Benetton Treviso — Scarlets         | 20-10  | 20-34   |
| Ulster — Benetton Treviso           | 12-23  | 27-23   |
| Benetton Treviso — Newport G.D.     | 50-24  | 33-32   |
| Benetton Treviso — Edimburgo        | 11-22  | 21-44   |
| Benetton Treviso — Leinster         | 20-30  | 8-42    |
| Aironi — Benetton Treviso           | 27-13  | 14-37   |
| Munster — Benetton Treviso          | 29-11  | 35-14   |

#### Risultati della stagione regolare
| Posizione | G  | V | N | P  | PF  | PS  | DP   | B | Pt |
| --------- | -- | - | - | -- | --- | --- | ---- | - | -- |
| 10ª       | 22 | 7 | 0 | 15 | 419 | 558 | -139 | 8 | 36 |

## Heineken Cup 2011-12

### Prima fase

#### Girone 5
| Incontro                    | Andata | Ritorno |
| --------------------------- | ------ | ------- |
| Saracens — Benetton Treviso | 42-17  | 26-20   |
| Benetton Treviso — Ospreys  | 26-26  | 17-44   |
| Benetton Treviso — Biarritz | 30-26  | 12-29   |

#### Risultati del girone 5
| Posizione | G | V | N | P | PF  | PS  | DP  | B | Pt |
| --------- | - | - | - | - | --- | --- | --- | - | -- |
| 4ª        | 6 | 1 | 1 | 6 | 122 | 193 | -71 | 1 | 7  |